# Džundžó Romantica
Džundžó Romantica (japonsky 純情ロマンチカ/ピュア ロマンス, Džundžó romančika) je japonská jaoi manga, kterou píše a kreslí Šungiku Nakamurová. Manga vychází od roku 2002 v časopisech nakladatelství Kadokawa Šoten. Mezi lety 2002 až 2014 byla publikována v Asuka Ciel, od roku 2014 vychází v časopisu Emerald. Příběh mangy se zaměřuje hlavně na pár Misaki Takahašiho a Akihiko Usamiho. Další tři příběhové oblouky, kterými jsou Džundžó Egoist, Džundžó Terrorist a Džundžó Mistake, sledují vedlejší mužské páry.
Vedle mangy vznikly též CD dramata a anime tituly.

## Příběh

### Džundžó Romantica
Junjou Romantica má (zatím) celkově 3 série. A jako jediná se dočkala animovaného a televizního zpracování. 
Příběh se točí kolem páru Misaki Takahashi a Akihiko Usami. Misaki je regulérním studentem na střední, který se připravuje na vstupní zkoušky na univerzitu. Není ale zrovna učenlivý typ, a proto nedobrovolně přijme pomoc bratrova staršího kamaráda a slavného spisovatele, Akihika Usamiho, ohledně doučování. V průběhu "studia" se do sebe zamilují, ale Misaki si to nechce připustit, protože tím by Akihiko vyhrál. Skrze to je ještě potkává několik rodinných potíží.

### Džundžó Minimum
Junjou Minimum vypráví příběh o minulosti Usamiho a Hirokiho a o tom, jak se poznali a o Hirokiho neopětované lásce k Usamimu.

### Džundžó Egoist
Egoistický Hiroki Kamijou je zamilovaný do Akihika, který byl jeho kamarádem už od dětství, ten ale miluje Misakiho a i přes Hirokiho snahu o něj Akihiko neprojevil zájem. V této pochmurné náladě však Hiroki v parku potkává, čistou náhodou Nowakiho Kusama, který ho přemluví, aby ho učil. Hiroki nakonec povolí a učí ho, Nowaki se do něj však zamiluje, a to už v parku. Hiroki si uvědomí, že je to pro něj ten pravý.

### Džundžó Terrorist
Shinobu Takatsuki je mladý, bláznivý kluk, který se zamiluje do sestřina bývalého manžela You Miyagiho, který je o 17 let starší. Ten nazve Shinoba jednoduše "teroristou". 
Tihle dva se potkají úplnou náhodou, když Shinobua přepadnou a Miyagi ho zachrání. Shinobu si myslí, že je to osud, ale právě on si má brát jeho sestru. O tři roky později se Miyagimu manželství rozpadne a je svobodný. Náhoda tomu chtěla, že se v tu dobu vrátí ze studia v Austrálii Shinobu. Nedělá okolky a rovnou na Miyagiho vybalí, že ho celé tři roky miluje a že je jejich osudem být spolu. Miyagi si o něm myslí, že je totální blázen a že s ním jen pracují hormony. Bohužel se potvrdí, že Shinobu to myslí vážně.

### Džundžó Mistake
Junjou Mistake se odehrává v době, když byl Ryūichirō Isaka ještě dítě a přišel k nim nový sluha Kaworu Asahina, jelikož prý jeho rodiče spáchali rodinnou sebevraždu, kvůli bankrotu jejich firmy. 
Děj je zasazen 10 let před začátek ostatních příběhů. Následuje Ryuichiro Isaka (výkonný ředitel vydavatelství Marukawa Publishing Company, který vydává práce Usami Akihika) a jeho sekretář Kaoru Asahina. Tito dva byli spoluhráči, když byli mladí, poté, co Ryuichirův otec vzal Asahinu a zaměstnal ho. V průběhu let Ryuichiro začal milovat Asahinu, ale věří, že je to marné, protože je přesvědčen, že Kaoru je zamilovaný do jeho otce. Asahina pro něj ale nenápadně pociťuje lásku.